# Run, Baby Run (Back Into My Arms)
Run, Baby Run (Back Into My Arms) è un brano musicale scritto da Joe Melson e Don Gant e cantato dai The Newbeats. Ebbe un buon riscontro di vendita: raggiunse la posizione numero 4 in Canada, la 12 della Billboard Hot 100, e la 66 in Australia nel 1965. La canzone è stata pubblicata anche nel Regno Unito come singolo, ma non è entrata in classifica in questa sua versione originale.
Il gruppo ha ripubblicato la canzone come lato B del loro singolo del 1971, Am I Not My Brother's Keeper: in questa occasione Run, Baby Run (Back Into My Arms) è entrato in classifica anche nel Regno Unito, alla posizione numero 10.
La canzone è stata inclusa nell'album del 1965, Run Baby Run.
Il gruppo Les Surfs incise nel 1966 una versione in italiano della canzone, col titolo Va dove vuoi, che venne pubblicata come lato B del singolo Meritavi molto di più/Va dove vuoi.
Anche il gruppo The Tremeloes (nell'album The Live in Cabaret del 1969) e Roy Orbison (nell'album Memphis del 1972) ne pubblicarono una cover.